# Rompimiento del glaciar Perito Moreno

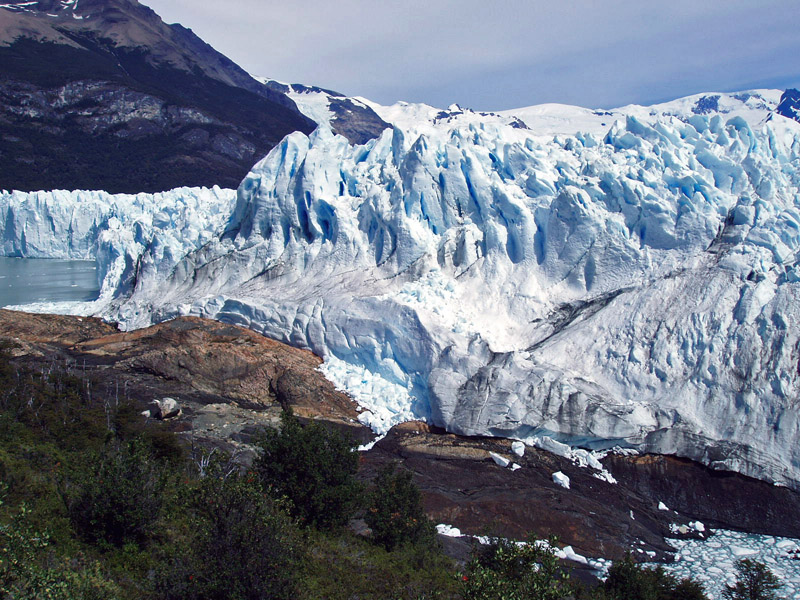
La zona donde contactan el glaciar Perito Moreno con la península Magallanes y que oficia de dique natural para las aguas del brazo Rico.

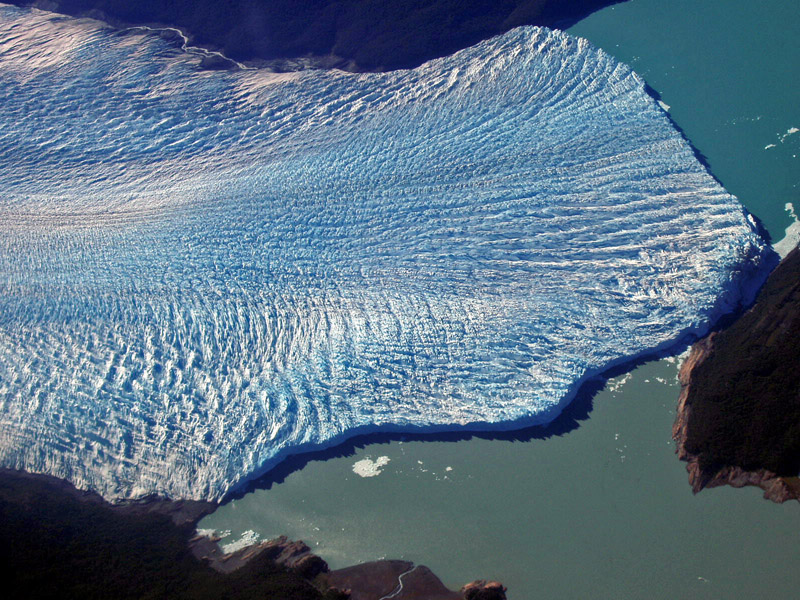
Vista aérea del dique natural y del canal de los Témpanos (en la parte superior) y el Brazo Rico (en la parte inferior).

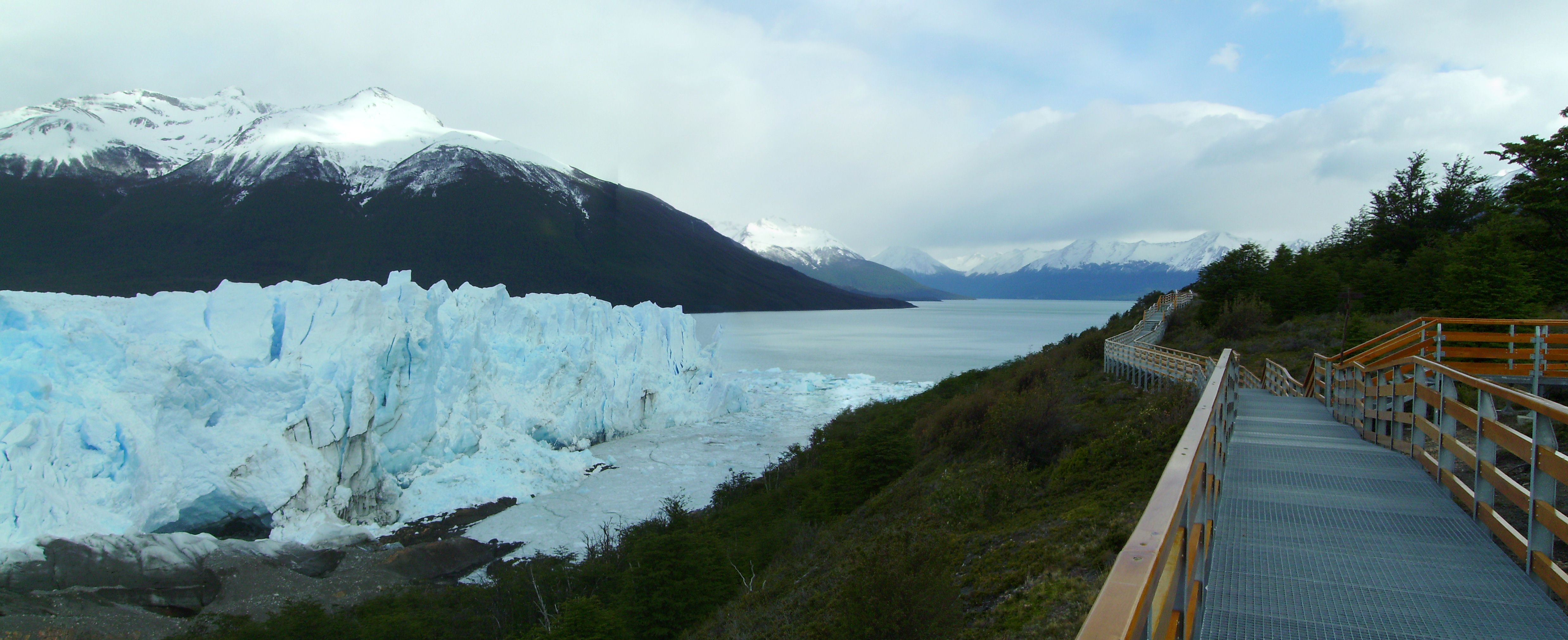
Es posible presenciar todo el rompimiento desde la comodidad del sistema de pasarelas y ascensores.

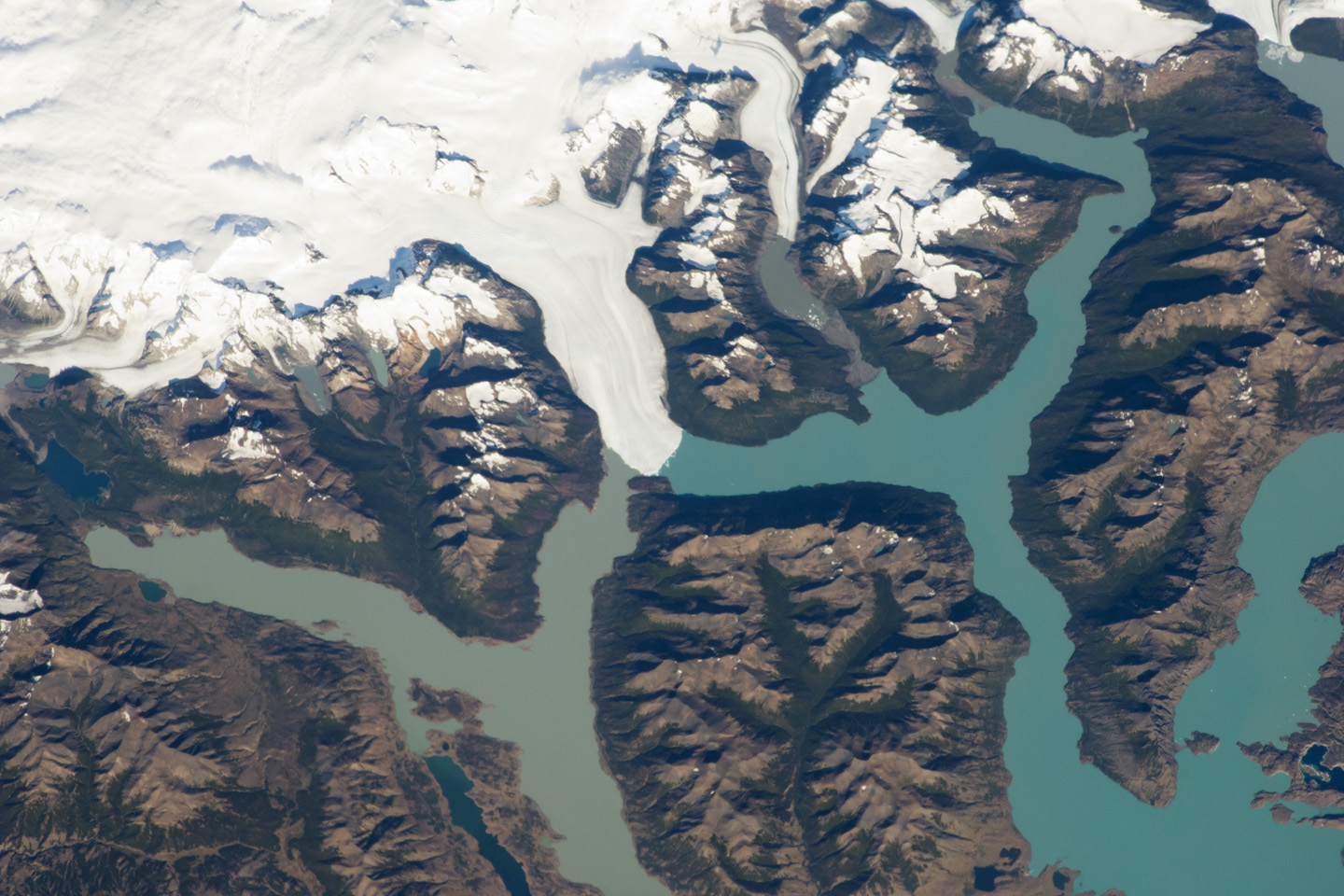
Vista aérea donde se observa al glaciar ya impidiendo el paso natural de las aguas de los brazos australes del lago Argentino (en color gris-verdoso, a la izquierda) y la parte restante del citado lago (en color azul, a la derecha).

Se denomina ruptura o rompimiento del glaciar Perito Moreno a un evento hidrológico natural y de periodicidad variable el cual ocurre en el sudoeste de la Patagonia argentina. El mismo consiste en el paso raudo de enormes volúmenes de agua que se encontraban acumulados en un golfo del lago argentino, hacia la parte restante de ese cuerpo lacustre, hasta que se igualan ambas cotas. Durante ese proceso, las aguas destruyen el frente de avance del glaciar Perito Moreno (correspondiente al campo de hielo patagónico sur), el cual, al cruzar el lago y tocar tierra en la margen opuesta, crea un dique natural que anula el drenaje de los excesos hídricos correspondientes a la cuenca de ese brazo. A causa de esta demolición del dique de hielo se producen enormes desplomes de masas glaciarias, que en ocasiones presentan enormes tamaños y pesos, las que caen a las aguas del lago con poderosos estruendos. Por su espectacularidad, rareza y comodidad de observación, suele ser considerado un acontecimiento turístico destacado.   

## Ubicación y características generales
Este fenómeno de índole natural ocurre en el sudoeste de la Argentina, en la región de la Patagonia correspondiente a dicho país, más precisamente en el departamento Lago Argentino de la provincia de Santa Cruz, en un área situada dentro del parque nacional Los Glaciares. Se enmarca en un área lacustre y boscosa rodeada de montañas de la cordillera de los Andes, en una región que fue moldeada por los avances y retrocesos glaciarios de las glaciaciones cuaternarias.
Allí pervive la mayor extensión de hielo del hemisferio sur fuera de la Antártida, el campo de hielo patagónico sur. La mayoría de los innumerables glaciares que de ella nacen se encuentran en un sostenido retroceso, como resultado del calentamiento global y el cambio climático. Uno de los pocos que mantiene un estado de equilibrio es el glaciar Perito Moreno, gruesa masa de hielo que continúa acumulando masa a un ritmo similar a la de su pérdida.
Un ciclo de rompimiento clásico da inicio por el comportamiento del frente de avance de este glaciar (movimiento causado por la fuerza de la gravedad del hielo que baja desde las alturas), que partiendo desde posiciones siempre situadas dentro de las aguas de la ribera occidental del lago glaciar llamado Argentino, logra completar el cruce del espejo y así alcanzar la ribera de la margen opuesta, que es la situada al sudoeste de la península de Magallanes. Al hacerlo, la mole helada se transforma en una pared infranqueable para el natural paso del agua colectada por los brazos Sur y Rico del lago argentino, muro helado que abarca desde el mismo rocoso lecho lacustre (ubicado a 100 metros de profundidad en el brazo Rico y a 160 en el canal de los Témpanos) hasta su corona superior, situada a unos 50 a 60 metros sobre la superficie del lago, la cual se sitúa a 184 m s. n. m.. De este modo, dependiendo del volumen de hielo que obtura, de la época del año, de la temperatura y de la cantidad de lluvias y nevadas en los meses siguientes, la cota del brazo Rico comenzará marcadamente a elevarse respecto a la situada al otro lado del endicamiento, es decir, en el denominado canal de los Témpanos, que mantiene el mismo nivel que el resto del lago. Este brazo es el receptor de los excesos hídricos correspondientes a su hoya, resultado de las precipitaciones pluviales y níveas de ese sector de la cuenca del río Santa Cruz, así como de la ablación de las masas glaciarias de vertiente atlántica de esa porción sudoriental del campo de hielo patagónico sur, ya sea tanto por fusión superficial como por el desprendimiento de témpanos del propio glaciar Moreno. Son numerosos los ríos y arroyos que drenan hacia este brazo, hacia el brazo Sur, hacia el lago Roca o hacia el lago Frías, entre los que destacan los ríos Mitre, Camiseta, Rico, Cachorro, el chorrillo Malo, el arroyo Moreno, el drenaje de la laguna 3 de Abril, etc., y todos los que drenan la ladera norte de la sierra de los Baguales, la ladera sur de la sierra Cattle, ambas laderas de la sierra Buenos Aires y del cordón de los Cristales, etc. 
Con el aumento del nivel del lago paralelamente se amplia su superficie, al inundar sus aguas los campos ribereños. Generalmente, pasan varios meses hasta que el brazo Rico logra acumular la suficiente cantidad de agua para que la fuerza de empuje que esta ejerce logre despegar del lecho la base del glaciar en algún punto del apoyo rocoso, luego la presión del agua logra por fin que esta se infiltre y comience a desarrollar un canal subglacial.
Cuando el agua logra escapar hacia el otro lado comienza técnicamente el proceso de ruptura, el cual tampoco tiene una duración predeterminada, ya que dependerá del volumen de hielo a atravesar, del volumen de agua acumulada, etc. La fricción que provoca el agua desplazándose produce un rápido derretimiento del hielo de sus márgenes, lo cual va consolidando la brecha formada, ampliándola y es lo que terminará por destruir el dique, ya que su colapso no se debe simplemente a la fractura mecánica del hielo. El agua que logra atravesar por el paso abierto luego se agita en el borde del glaciar en el sector del canal de los Témpanos, lo que provoca un acelerado derrumbe de grandes porciones de su frente.
Cuando el torrente cobra mayor dimensión crea un ancho túnel, por lo que el bloque de hielo asentado sobre la península Magallanes queda unido al restante del glaciar solo por su parte superior, a la manera de un gigantesco puente de hielo, teniendo por debajo la bóveda formada por el paso del agua, de cuyo techo también se desprenden enormes escamas de hielo que caen sobre las caudalosas aguas. Finalmente, este puente o arco termina por colapsar, instante que constituye escénicamente el punto culminante de todo el suceso, dada la magnitud del bloque de hielo que se precipita. Posteriormente continúan los desprendimientos en la pared del glaciar y en el frente que daba hacia el canal de los Témpanos, así como el traspaso del agua acumulada hacia este desde el brazo Rico, concluyendo al igualarse ambos niveles, restableciéndose el desagüe natural a través del canal de los Témpanos. Se iniciará un nuevo ciclo, primeramente, con el avance del frente del glaciar hasta que logre cerrar nuevamente el lago, para desarrollar luego una nueva elevación del brazo Rico.
Como consecuencia de este proceso, en los sectores litorales que marginan a los brazos Rico, Sur y al lago Roca, es posible observar una franja de vegetación herbácea en la cual abundan troncos y ramas pertenecientes a los árboles que murieron debido al ascenso de las aguas.
El glaciar avanza entre junio y diciembre y retrocede entre diciembre y abril. La formación de una barrera de hielo es un proceso complejo, ya que hay un mecanismo de retroalimentación entre el glaciar y el lago, el cual afecta las oscilaciones de la posición del frente glaciar de una forma bastante estable.
Cota del brazo Rico al momento de las rupturas.
La cota para el desagüe natural del brazo Rico (por fuera de la salida a través del canal de los Témpanos) es de 30,8 m respecto al cero hidrométrico del lago. Los rompimientos no se correlacionan a una cota determinada a alcanzar por el brazo Rico. El nivel máximo medido fue de 23,5 m, aunque otros autores calcularon una altura superior, de más de 26 m para la década de 1950, e incluso 28,4 m para el de febrero de 1966. La ruptura de 1988 ocurrió con un desnivel de 19 m.
La de marzo del año 2018 se considera la mayor del siglo XXI, al haber alcanzado el brazo Rico la cota de 14,4 m.

## Tipos de rompimientos
Se han constatado diferentes comportamientos durante el llenado y
en los procesos de descarga de las aguas endicadas, los que han sido clasificados en tres tipos: estallido repentino, progresivo y menor. 
En un evento de tipo repentino, la máxima descarga puede llegar a alcanzar 8000 m³ por segundo, mientras que un evento menor solo evacua 123 m³.
Rompimientos de descarga repentina
En el siglo XXI, los eventos de 2004, 2006, 2008 y 2012 son clasificados como eventos de descarga repentina.
En el de 2004 el pico de flujo de descarga tuvo un valor de 5000 m³/s, terminando de igualarse los niveles del lago a los 4 días.
En el rompimiento de marzo de 2006 la diferencia de nivel que alcanzó el brazo Rico fue de 5,4 m; el día 10 comenzó a dejar escapar el agua retenida, lo que hizo que el dique colapse el día 13. La tasa de descarga ascendió hasta 5850 m³/s, concluyendo el período de descarga el 14 de marzo, cuando los niveles del brazo Rico respecto al resto del lago se igualaron.
El evento de 2008 el pico de flujo de descarga tuvo un valor de 8000 m³/s, terminando de igualarse los niveles del lago luego de alrededor de 4 días. El evento de 2012 el pico de flujo de descarga tuvo un valor inferior a los anteriores, 2000 m³/s, por lo que tardó más tiempo en evacuar el agua acumulada, concluyendo recién a los 14 días.
Rompimientos de descarga progresiva
En eventos de descarga progresivos todo el proceso se ralentiza, aunque se produce un endicamiento de hielo. En el verano austral del año 2013 se produjo un evento de este tipo. Para el 9 de septiembre de 2012, el frente del glaciar había acortado la distancia que lo separaba de la costa de la península Magallanes a solo 30 metros, lo que había hecho que el brazo Rico acumule agua, alcanzando un nivel máximo de 2,2 m el 21 de noviembre, momento en que logró superar la pared de hielo al horadar un túnel subglaciar, dando comienzo al proceso de descarga; la formación del túnel ya fue visible directamente el día 26; posteriormente dicho túnel colapsó. El 4 de febrero, el flujo de descarga alcanza un valor máximo: 205 m³/s. Continuó la descarga, aunque de una manera muy lenta, a raíz de una nueva semiobturación, por lo que recién se completó, al igual ambas cotas, a los 85 días de haberse iniciado, ya con una distancia entre la pared glaciar y la península de más de 100 m hacia principios de marzo.
A fines de diciembre de 2013 se produjo otro evento del tipo progresivo con características similares al que había ocurrido hacía un año. El nivel del lago Rico alcanzó una diferencia de 3,7 m y la evacuación del líquido duró 65 días, llegando el flujo de descarga a un punto máximo de 220 m³/s.
Rompimientos de descarga menor
En ocasiones, el frente glaciar no llegar a obturar totalmente con un dique de hielo el paso natural del agua, pero se aproxima lo suficientemente cerca como para evitar que el agua pase libremente, por lo que sin llegar a cortarse se produce una elevación del brazo Rico. Estos eventos son clasificados como de descarga menor. De este tipo es el acaecido en octubre de 1996, cuando el brazo Rico se elevó cerca de un metro. Al final de ese mes la presión del agua abrió un mayor paso en las paredes del frente glaciar y la descarga comenzó, pero lentamente, ya que el paso no había quedado lo suficientemente abierto, por lo que el pico máximo del flujo de descarga se produjo a fines de enero con un valor de 123 m³/s, igualándose las cotas a ambos lados recién a principios de abril.
Los eventos de 1994, 1995 y 1997 presentan comportamientos y magnitudes similares al de 1996.

## Historial de rompimientos
Las rupturas no tienen una periodicidad fija. Tradicionalmente se estimaba una cada tres o cuatro años, pero ha habido épocas donde se sucedían en períodos más cortos y otros en los que no ocurrió durante muchos años, temiéndose la posibilidad de que el fenómeno hubiera dejado de producirse.
Ocurrieron rupturas en los años, 1917, 1935, 1940, 1942, 1947, 1952, 1953, 1956, 1960, 1963, 1966, 1970, 1972, 1975, 1977, 1980, 1984, 1988, 2004, 2006, 2008, 2012, 2013 (dos eventos, uno en enero y otro en diciembre)[cita requerida], 2016 y en marzo de 2018.
La primera ruptura
El frente del glaciar comenzó a avanzar hacia la ribera opuesta a fines del siglo XIX. En el año 1899 se hallaba a 750 m de la península Magallanes. En los primeros lustros del siglo XX continuó su progresión, logrando en el año 1917 cerrar por primera vez el brazo, seguido de la primera ruptura.
Otros eventos destacados
El fenómeno se volvió a presentar en el año 1935. En el cierre del año 1939, a causa de la inundación producida por las aguas embalsadas, la que afectó a numerosos establecimientos agropecuarios, y sin vislumbrar aún el valor económico que desde el punto de vista turístico este evento natural podría representar, el Ministerio de Marina argentino lanzó explosivos sobre el endicamiento de hielo, sin poder obtener el resultado pretendido de consolidar artificialmente una brecha para la evacuación de las aguas. La ruptura ocurrió naturalmente en febrero del año siguiente. En el año 1952 el cierre produjo una superficie inundada de 6670 ha; afectó a campos de cultivos y pecuarios, pero no a construcciones.
La ruptura del año 1966 fue la que produjo uno de los mayores volúmenes de agua evacuados por el río Santa Cruz, el que superó los 2000 m³ por segundo, medidos en la estación de aforo Charles Fuhr.

## Importancia turística
El rompimiento de este glaciar es considerado uno de los espectáculos naturales más impactantes del mundo. Los eventos de rompimiento benefician a la zona al producir una enorme visibilidad internacional, lo que se traduce en fuentes de ingresos para el creciente desarrollo turístico de la comarca, que tiene su base de apoyo en la ciudad de El Calafate, la que cuenta con un aeropuerto internacional. La misma está unida al lugar donde ocurre el evento por una ruta completamente asfaltada de 78 kilómetros. Durante los ciclos de rompimiento los servicios del parque nacional se refuerzan para poder gestionar la enorme afluencia turística que se produce, que suele completar la disponibilidad de camas disponible en El Calafate. Es posible presenciar el rompimiento desde el sistema de pasarelas y miradores. Canales de televisión suelen transmitir para todo el mundo el acontecimiento en vivo y vía internet. Como el parque se cierra al público durante la noche —a partir de las 20 h— en algunas ocasiones el colapso del puente de hielo ocurrió sin espectadores, como sucedió en el evento del 11 de marzo de 2018.